# Cody Mauch
Cody Mauch (Hankinson, Dakota del Norte; 15 de enero de 1999) es un jugador profesional estadounidense de fútbol americano, se desempeña en la posición de lineman en Tampa Bay Buccaneers, en la National Football League (NFL).

## Carrera
Hizo su debut profesional con el equipo Tampa Bay Buccaneers, lleva jugando una temporada, comenzó en el 2023.